# Pentacalia romeroana
Pentacalia romeroana là một loài thực vật có hoa trong họ Cúc. Loài này được S.Díaz & M.L.Bueno mô tả khoa học đầu tiên năm 1997.